# Olga Brusníkina
Olga Brusníkina (en rus Ольга Брусникина) (Moscou, Unió Soviètica, 1978) és una nedadora de natació sincronitzada russa, ja retirada, guanyadora de tres medalles olímpiques d'or.

## Biografia
Va néixer el 9 de novembre de 1978 a la ciutat de Moscou, capital en aquells moments de la Unió Soviètica i avui dia de Rússia.

## Carrera esportiva
Va participar, als 17 anys, en els Jocs Olímpics d'Estiu de 1996 realitzats a Atlanta (Estats Units), on aconseguí finalitzar quarta en la prova femenina per equips. En els Jocs Olímpics d'Estiu de 2000 realitzats a Sydney (Austràlia) participà en les dues proves disputades i guanyà la medalla d'or tant en la competició per equips com en la competició de parella al costat de Maria Kiseliova. En els Jocs Olímpics d'Estiu de 2004 realitzats a Atenes (Grècia) aconseguí revalidar la seva medalla d'or en la competició per equips.
Al llarg de la seva carrera ha aconseguit 4 medalles en el Campionat del Món de Natació i 11 medalles en el Campionat d'Europa de Natació, totes d'or.